# HabCat

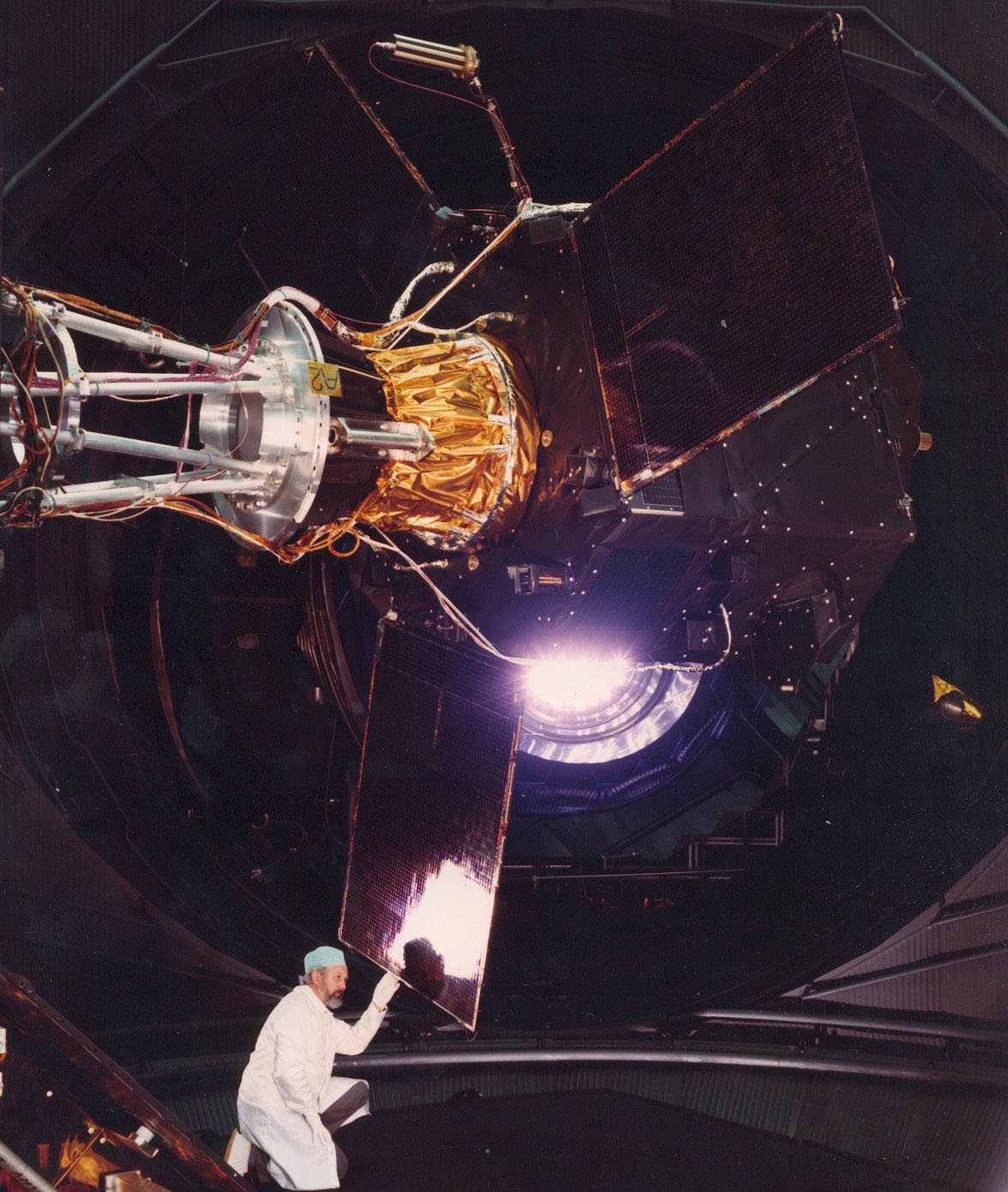
Космічний телескоп Гіппаркос

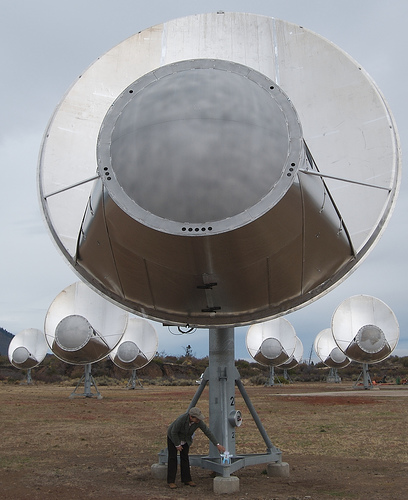
Телескоп ATA

HabCat (англ. The Catalog of Nearby Habitable Systems) — каталог близьких зоряних систем, ймовірно придатних для життя. Перелік сформований 2003 році двома американськими астрономами Джилл Тартер та Маргарет Турнбулл під егідою проекту Фенікс, в рамках SETI. До HabCat включено 17 133 зір, в межах бл. 1000 св.р.. Список складено на основі даних, зібраних космічною обсерваторією Гіппаркос та виданих 1997 року в однойменному каталозі.

## Критерії
Єдине відоме нам життя існує лише на Землі в Сонячній системі. Тож до каталогу були відібрані материнські зорі, які є схожі з Сонцем та мають подібний спектральний клас. З підсумкового каталогу Hipparcos були виключенні всі непридатні для життя зорі. Частину даних було взято з вхідного каталогу місії Hipparcos. 
При відборі відкидалися змінні чи кратні зорі, зорі з низькою металічністю чи з потужним рентгенівським випромінюванням.

## Дослідження
Каталог складено як частину проекту Фенікс для подальшої перевірки радіосигналів з потенційно населених систем. З усіх зір, які потрапили до каталога, було відібрано 800 у межах 200 св.р. Проте ретельніші дослідження проведені на радіотелескопах ATA та Аресібо так і не дали результату, про що було оголошено в 2004 році[джерело?].